# Museo Sacro de Caracas
El Museo Sacro es una institución cultural administrada por la Arquidiócesis de Caracas. Su sede que data de 1673 fue declarada Monumento Histórico Nacional en 1981 y abrió sus puertas al público en 1993. Se encuentra frente a la Plaza Bolívar y dispone de una importante colección de artículos católicos.

## Historia
El Museo se encuentra ubicado donde funcionó el antiguo cementerio de la Catedral de Caracas, el cual fue construido por decisión del cabildo civil en 1673. En 1872, el presidente Antonio Guzmán Blanco emitió un decreto que prohibió el funcionamiento de seminarios en el país y cuatro años después emitió otro en el que creaba el Cementerio General del Sur y prohibía la inhumación en antiguos cementerios de la ciudad, incluyendo dentro de las iglesias y capillas. Por esta razón, el cementerio dejó de funcionar. 
En 1907, por decreto del Presidente Cipriano Castro, se restablecen los seminarios en la República de Venezuela; sin embargo, el arzobispo de Caracas decide mudar el seminario, por lo que este edificio fue ocupado por los talleres del diario La Religión, el cual inició sus operaciones a partir de 1921. Posteriormente el edificio fue desalojado, y permanecería en ese estatus hasta que en 1981 fue declarado Monumento Histórico Nacional, según Gaceta Oficial Nº 32.281 del 31 de julio de 1981. Luego de su restauración abrió sus puertas al público, en 1993, con el nombre de Museo Sacro de Caracas.

## Colección
Debido a su carácter de cementerio durante la época colonial, dispone de un osario. Además, cerca de éste hay un muro donde se pueden apreciar doce criptas, cuyo origen se desconoce, aunque se presume que allí se encuentran los restos de los primeros arzobispos de la ciudad.

Muros y Criptas del Museo Sacro.

Excavaciones arqueológicas realizadas en el patio central durante 1988 y 1989 revelaron la existencia de una fosa común de aproximadamente 25 cadáveres. Se estima que en este camposanto reposan los caraqueños que fueron ajusticiados por José Tomás Boves en su ingreso a Caracas en 1813. Para conmemorar a estos mártires, se decidió colocar una piedra fundacional custodiada por dos ángeles de mármol.

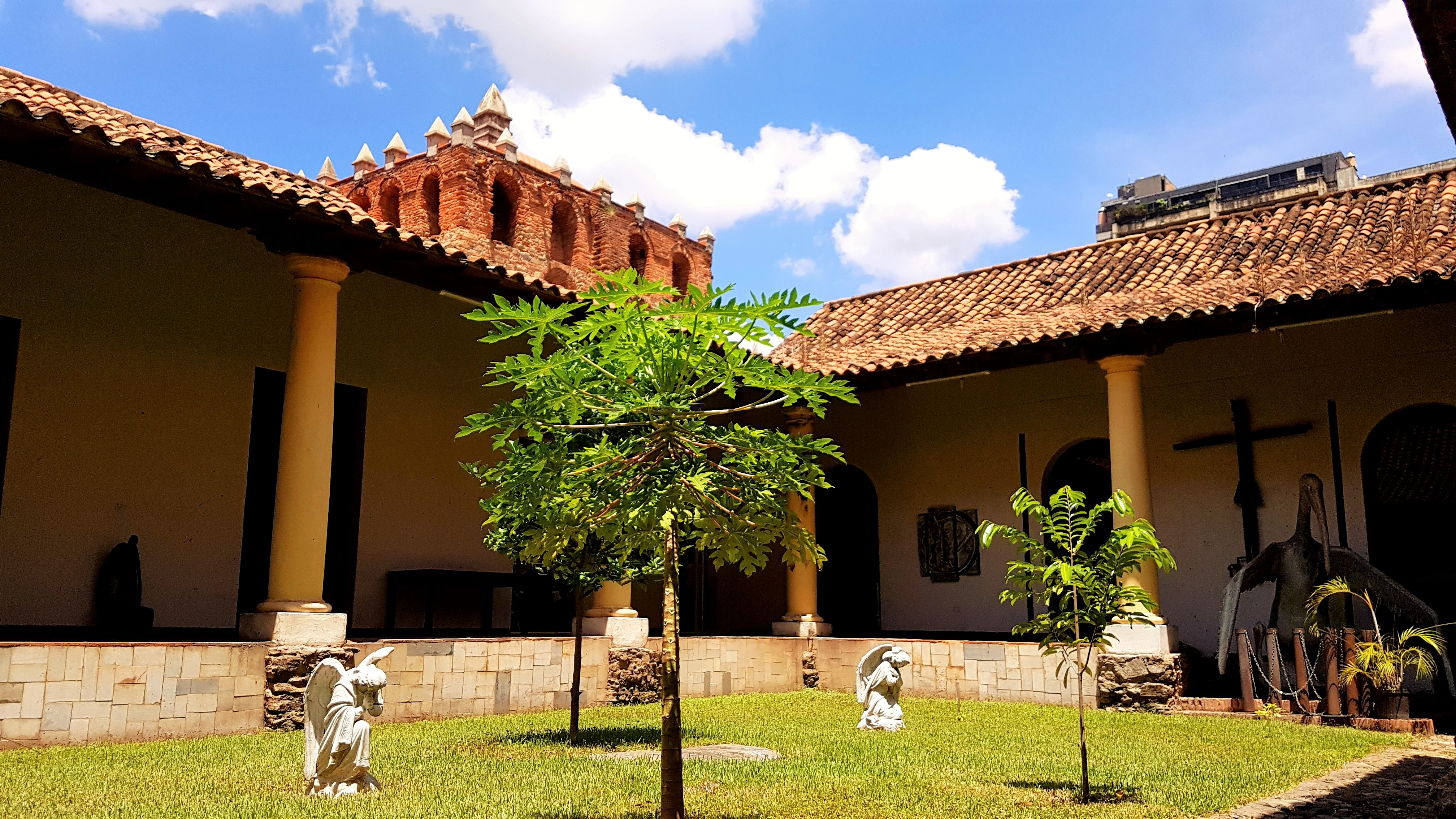
Patio central.

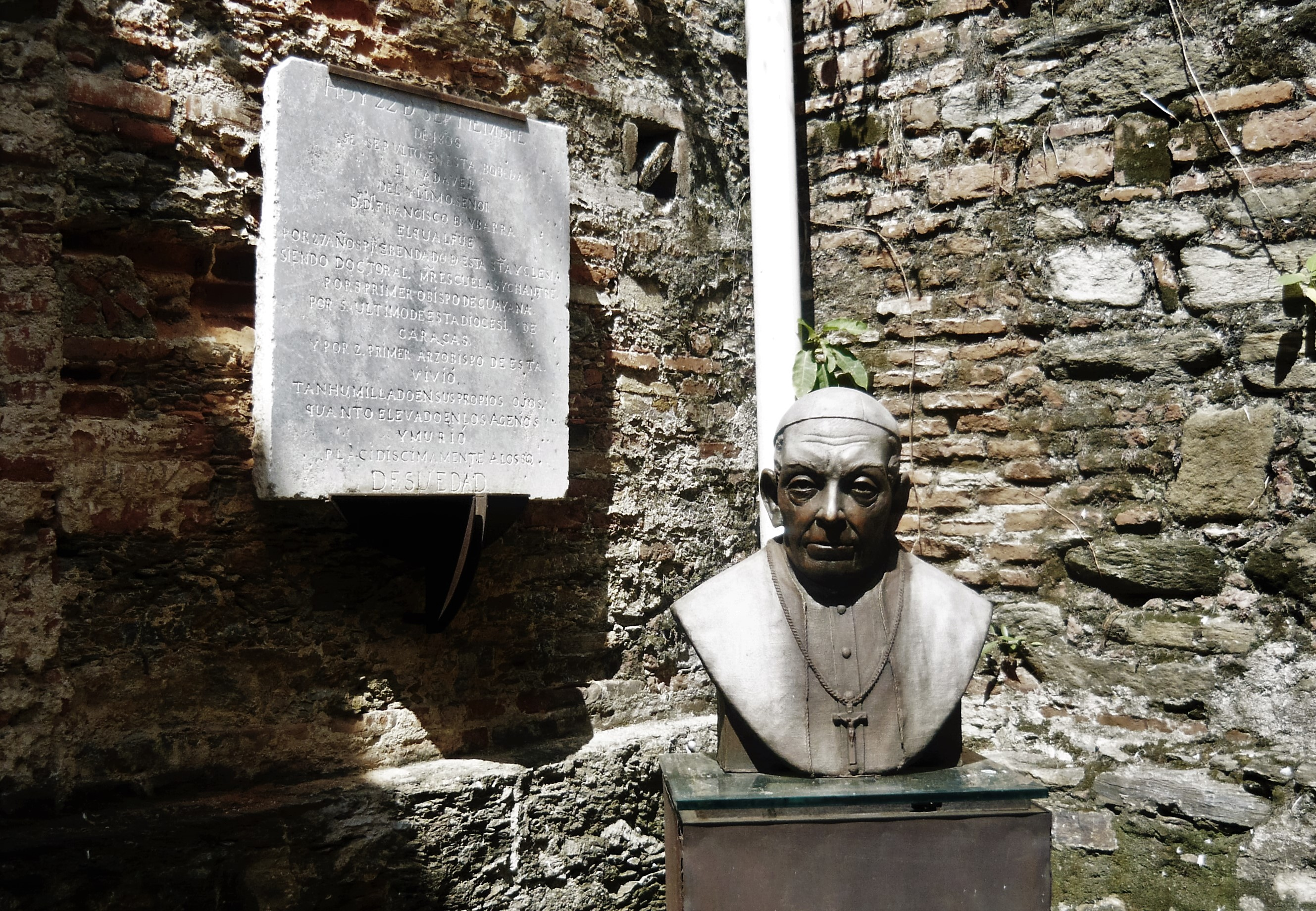
Busto de Francisco de Ibarra, Primer Arzobispo de Caracas (1803 - 1806), en el Museo Sacro.

En la sala de la colección permanente se pueden encontrar importantes obras relacionadas con la religiosidad colonial venezolana. Se pueden apreciar las esculturas: San José de Juan Pedro López, El ángel de la pasión y Cristo de la Agonía, estos dos últimos de autoría anónima. También imágenes de santos para vestir, como San Pedro Apóstol de Antonio Hernández Prieto (1742) o las anónimas Santo Tomás de Aquino, Nuestra Señora de los Dolores y Nuestra Señora de los Ángeles (que luce un traje diseñado por el conocido modisto venezolano Ángel Sánchez). 
En cuanto a la pintura colonial, se pueden apreciar obras de los venezolanos Juan Pedro López, el puertorriqueño José Campeche, el mexicano Javier Flores, entre otros. También se encuentran algunas piezas de orfebrería y ornamentos litúrgicos, algunos de los cuales fueron donados directamente por la Santa Sede. 
Como parte de su exhibición, también se puede contar la Cárcel Eclesiástica, que data de 1713.

### Otros espacios
El museo también dispone de una tienda de regalos, un café (llamado Café Sacro) y un auditorio en el cual se dictan diversos talleres de pintura.